# Atjasti
Az atjasti (átírásváltozata atyashti) a klasszikus szanszkrit irodalom és a védikus költészet versformája. Kizárólag az ókori indiai költészetre jellemző, alkalmazása a 4. század – 5. század után már nem fordul elő. Különös jellegzetessége, hogy mindig rímtelen.[forrás?]